# مؤامرة ريدولفي

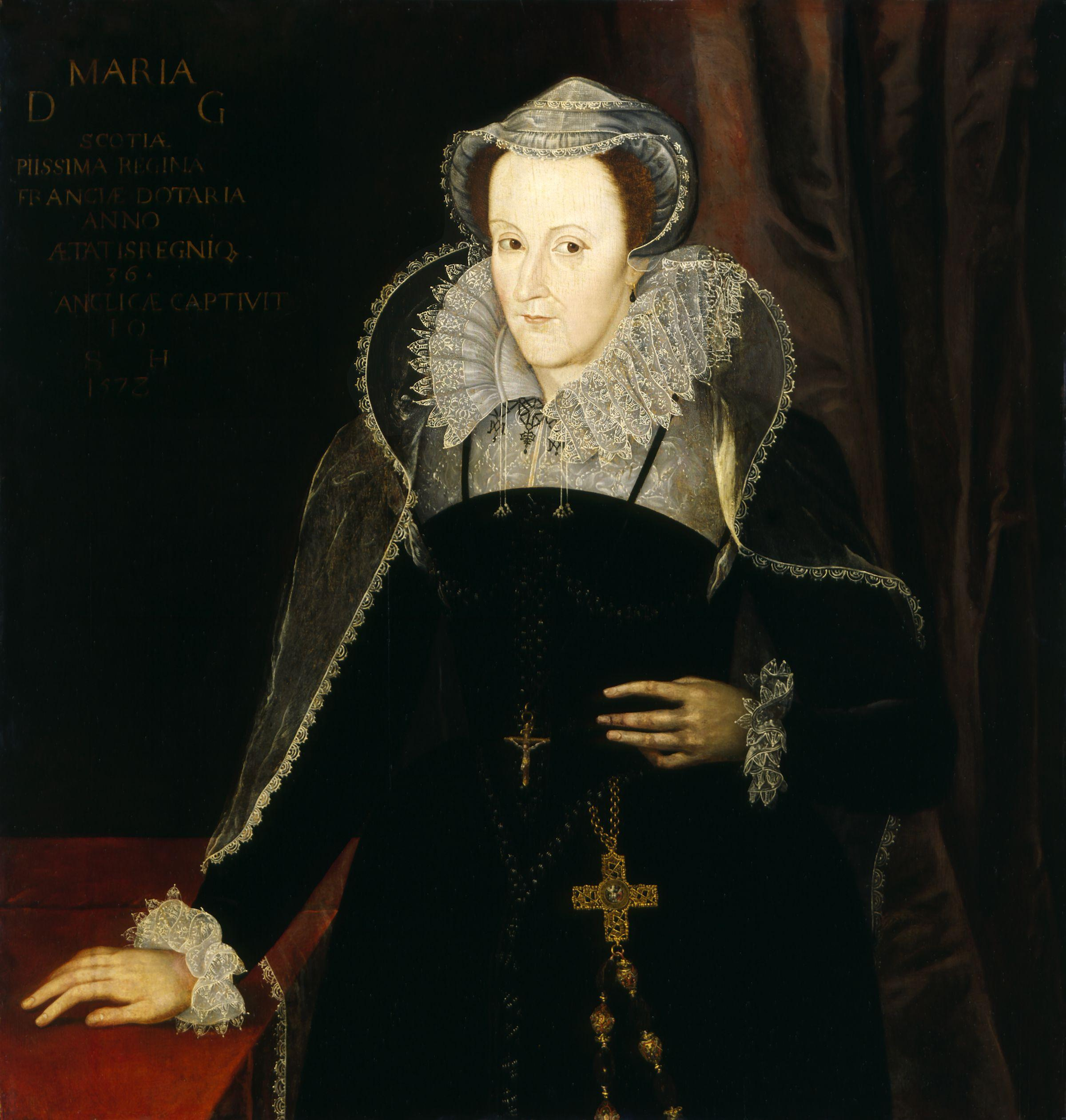
كان الهدف المُبتغى من مؤامرة ريدولفي تنصيب ماري ملكة اسكتلندا على عرش إنجلترا.

كانت مؤامرة ريدولفي مؤامرة في عام 1571 لاغتيال إليزابيث الأولى ملكة إنجلترا واستبدال ماري ملكة اسكتلندا بها. كانت المؤامرة من تدبير روبرتو ريدولفي وتخطيطه، وهو مصرفي دولي، وكان قادراً على السفر بين بروكسل وروما ومدريد لجمع الدعم دون إثارة الكثير من الشكوك.

## خلفية
اقتُرح توماس هوارد، دوق نورفولك الرابع، وهو ابن عم الملكة إليزابيث وأغنى مالك أراض في البلاد، كزوج محتمل لماري منذ سجنها عام 1568. ناسب هذا نورفولك، الذي كان يملك طموحات ويشعر بأن إليزابيث قللت باستمرار من قيمته. في سعيه لتحقيق أهدافه، وافق على دعم تمرد الشمال، على الرغم من أنه فقد أعصابه بسرعة. سُجن نورفولك في برج لندن لمدة تسعة أشهر ولم يُطلق سراحه إلا تحت الإقامة الجبرية عندما اعترف بكل شيء وتوسل من أجل الرحمة. في عام 1570، وفي مرسوم بابوي، كفّر البابا بيوس الخامس إليزابيث البروتستانتية وسمح لجميع الكاثوليك المؤمنين بفعل كل ما في وسعهم لإطاحتها. تجاهل معظم الإنجليز الكاثوليك المرسوم، ولكن ردًا على ذلك، أصبحت إليزابيث أقسى على الكاثوليك والمتعاطفين معهم.

## المؤامرة
شارك روبرتو ريدولفي، وهو مصرفيّ فلورنسي وكاثوليكي متحمس، في التخطيط للتمرد الشمالي وكان يخطط للإطاحة بإليزابيث منذ عام 1569. مع فشل التمرد، خلُص إلى أن التدخل الأجنبي كان مطلوبًا لاستعادة الكاثوليكية وإحضار ماري إلى العرش الإنجليزي، وهكذا بدأ في الاتصال مع متآمرين محتملين. أعطى «جون ليزلي» أسقف روس ومستشار ماري، موافقته على المؤامرة كوسيلة لتحرير ماري. كانت الخطة هي أن يتجه دوق ألبا من هولندا مع عشرة آلاف رجل للغزو، ويحرّض تمرد النبلاء الشماليين، ويقتل إليزابيث، ويعمل على زواج ماري من توماس هوارد. قدّر ريدولفي بتفاؤل أن نصف الأقران الإنجليز كانوا كاثوليكيين وبالتالي يمكنهم حشد أكثر من 39,000 رجل. أكّد نورفولك شفهيًا لريدولفي بأنه كان كاثوليكيًا، على الرغم من أن الأول هو تلميذ جون فوكس، وقد ظل بروتستانتيًا طوال حياته. وافق كل من ماري ونورفولك، المتلهفَين ليعالجا أوضاع كل منهما، على المؤامرة. بمباركتهما، انطلق ريدولفي إلى القارة الأوروبية ليكسب دعم كل من ألبا، وبيوس الخامس، والملك فيليب الثاني.